# 松田頼重
松田頼重は、藤原鎌足を遠祖とし、松田郷を拠点とした足利郡を領す相模松田氏7代。山内上杉家の傘下だった。
父は、相模松田氏6代松田直頼、弟は備前松田元成、息子は、8代松田頼秀、孫に9代松田盛秀、曾孫に後北条氏の筆頭家老として権威を振るった10代松田憲秀など。
生没年は不明だが、息子や孫が生きた時代が戦国時代だったことから、おそらく室町時代の後期と推測できる。
北条早雲と共に京都の足利将軍の奉公衆だった。 将軍足利義政の命により京より子の頼秀と共に相模に下向し、相模松田家を家督したとされている。

## 参考
- http://yakiniku-yaoki.com/matsudake-kouhen.pdf